# Het zusje van Katia
Het zusje van Katia is een Nederlandse speelfilm uit 2008 van regisseur Mijke de Jong met onder anderen Betty Qizmolli, Julia Seykens en Olga Louzgina. Het scenario voor de film, gebaseerd op de gelijknamige Spaanse roman (La hermana de Katia) van Andrés Barba, werd geschreven door Jan Eilander en Jolein Laarman. De film werd vijfmaal genomineerd voor een Gouden Kalf waarvan er twee gewonnen werden: beste vrouwelijk bijrol (Louzgina) en beste scenario (Jan Eilander). De film heeft als internationale titel Katia's sister

## Verhaal
Het zusje van Katia is een intiem portret van een 13-jarig meisje dat in een Russisch immigrantengezin in Amsterdam-Noord opgroeit, dat haar moeder (Olga Louzgina) en zus Katia (Julia Seijkens) "verliest" aan de harde wereld van de prostitutie. Als iemand haar vraagt wie zij is, zegt ze: 'Het zusje van Katia'. Ze adoreert haar mooie, oudere zus, die in een stripteasebar werkt en de kost verdient met haar prachtige lichaam. De zusjes zijn op elkaar aangewezen en zetten beiden hun eerste stappen op het bedrieglijke pad van de liefde. Met haar ongegeneerde verlangens en scherpe zintuigen zuigt dit eenvoudige meisje de wereld in zich op en biedt zij anderen troost.
Zusje (Betty Qizmolli)  blijft alleen achter in een flat aan het IJ-plein. Maar toch blijft ze de wereld, hoe wreed ook, onbevangen en met een onvoorwaardelijke liefde tegemoet treden. Door haar onvoorwaardelijke liefde en onbevangenheid houdt de tiener het hoofd boven water in de grimmige wereld van porno, drugs en neonreclames.

## Rolverdeling
| Acteur         | Personage |
| -------------- | --------- |
| Betty Qizmolli | Zusje     |
| Olga Louzgina  | moeder    |
| Julia Seijkens | Katia     |

## Achtergrond
- Het zusje van Katia werd opgenomen in de officiële selectie van het 61e Internationaal filmfestival van Locarno.
- De camera zit continu op het zusje van Katia, waardoor je alles vanuit haar perspectief beleeft en de acties en gebeurtenissen hierdoor nog heftiger meemaakt.
- De film ging tijdens het 28e Nederlands Film Festival feestelijk in première. De vertoning vindt plaats op donderdag 25 september in de Schouwburg van Utrecht.